# Amtsgericht Freiburg im Breisgau

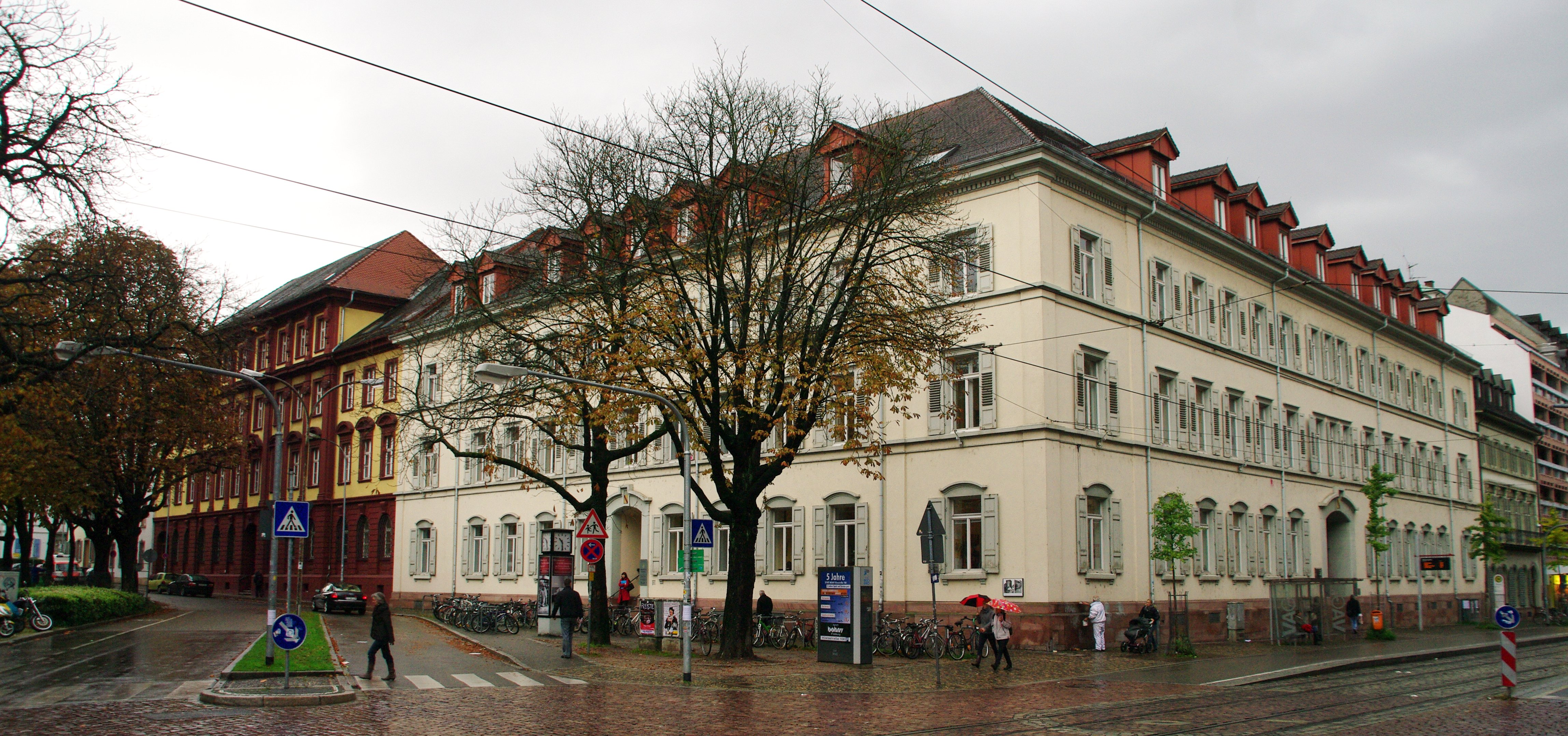
Das Freiburger Amtsgerichtsgebäude

Das Amtsgericht Freiburg ist Gericht der ordentlichen Gerichtsbarkeit im Land Baden-Württemberg mit Sitz in Freiburg im Breisgau.

## Zuständigkeit
Im Amtsgerichtsbezirk erstreckt sich die Zuständigkeit auf Zivil-, Familien- und Strafsachen als Gericht der ersten Instanz. In seiner Funktion als Registergericht werden hier auch das Handels-, das Vereins- und das Güterrechtsregister geführt. Darüber hinaus bestehen folgende Zuständigkeiten, die über den eigenen Gerichtsbezirk hinausgehen: In Familien- und Zwangsversteigerungssachen ist es zusätzlich für die Bezirke der
Amtsgerichte Breisach, Müllheim, Staufen und Titisee-Neustadt zuständig. Die örtliche Zuständigkeit in Insolvenzverfahren ist um die Amtsgerichtsbezirke Breisach, Emmendingen, Ettenheim, Kenzingen, Müllheim, Staufen, Waldkirch und Titisee-Neustadt erweitert. In Handelsregistersachen besteht eine Zuständigkeit in den Landgerichtsbezirken Freiburg, Konstanz, Offenburg und Waldshut-Tiengen, was somit ganz Südbaden umfasst.
Für eingehende Rechtshilfeersuchen nach dem Haager Zustellungs- und Beweisaufnahmeübereinkommen ist das Amtsgericht Freiburg für das gesamte Land Baden-Württemberg zuständig.

## Sitz, Bezirk und Zugehörigkeit

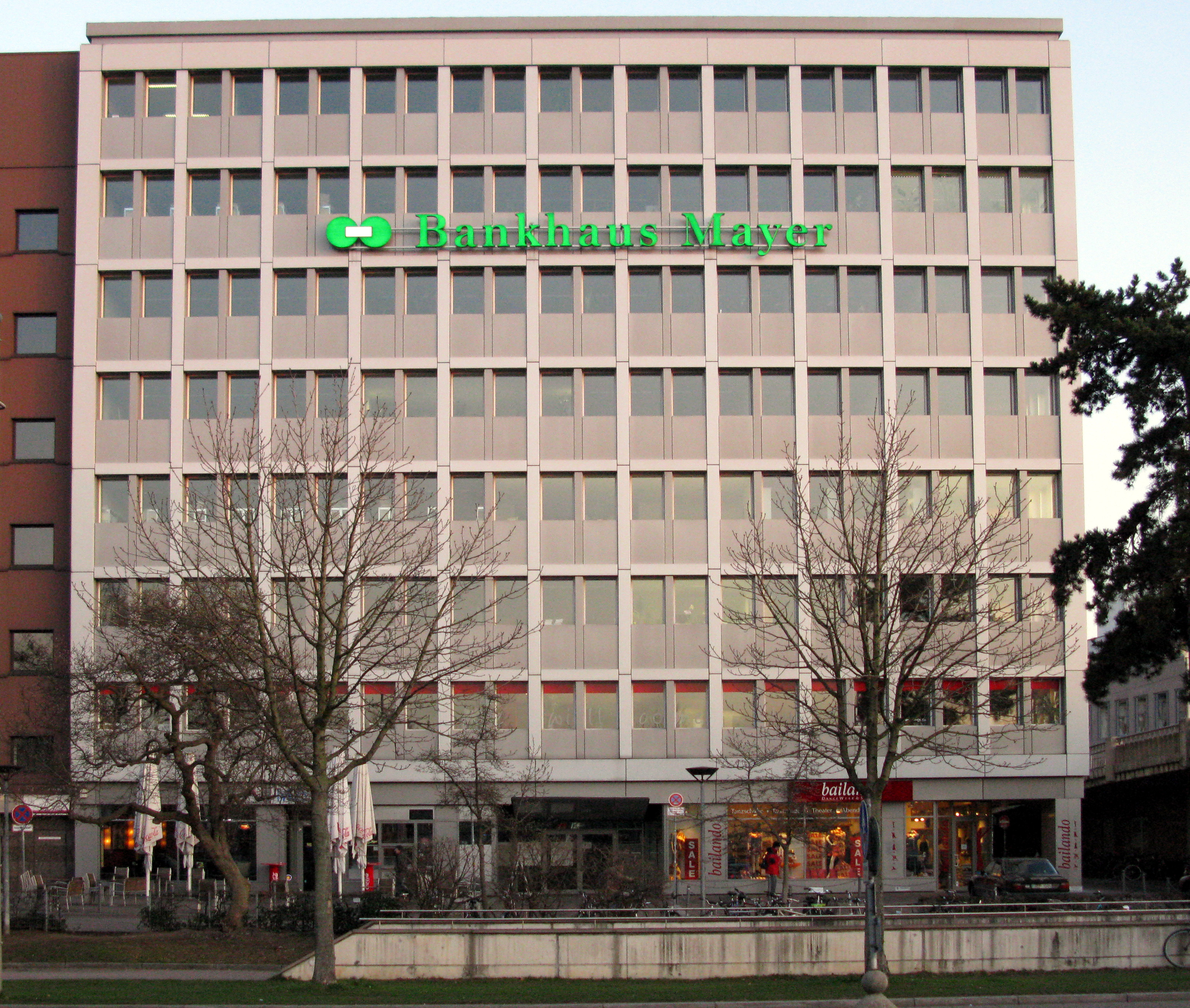
Außenstelle des Amtsgerichts, Bismarckallee 2

Das Hauptgebäude ist an der Kaiser-Joseph-Str. 257a zu finden, in dem sich die Außenstelle des Registergerichtes befindet. Eine Außenstelle des Amtsgerichtes befindet sich im „Zürich-Hochhaus“ in der Bismarckallee 2, wo auch das Registergericht, das Insolvenzgericht, die Zwangsversteigerungsabteilung und die Bußgeldabteilung untergebracht sind.
Der Amtsgerichtsbezirk umfasst die Stadt Freiburg sowie die Orte Au, Bötzingen, Buchenbach, Ebringen, Eichstetten, Glottertal, Gottenheim, Gundelfingen, Heuweiler, Horben, Kirchzarten, Oberried, March, Merzhausen, Pfaffenweiler, St. Märgen, St. Peter, Schallstadt, Sölden, Stegen, Umkirch und Wittnau.
Als Gericht der ersten Instanz liegt das Amtsgericht Freiburg im Bezirk des Landgerichtes Freiburg und des Oberlandesgerichtes Karlsruhe. Es ist eines der fünf Präsidialgerichte Baden-Württembergs und untersteht somit der Aufsicht des Oberlandesgerichtes und nicht der des Landgerichtes.

## Gebäude

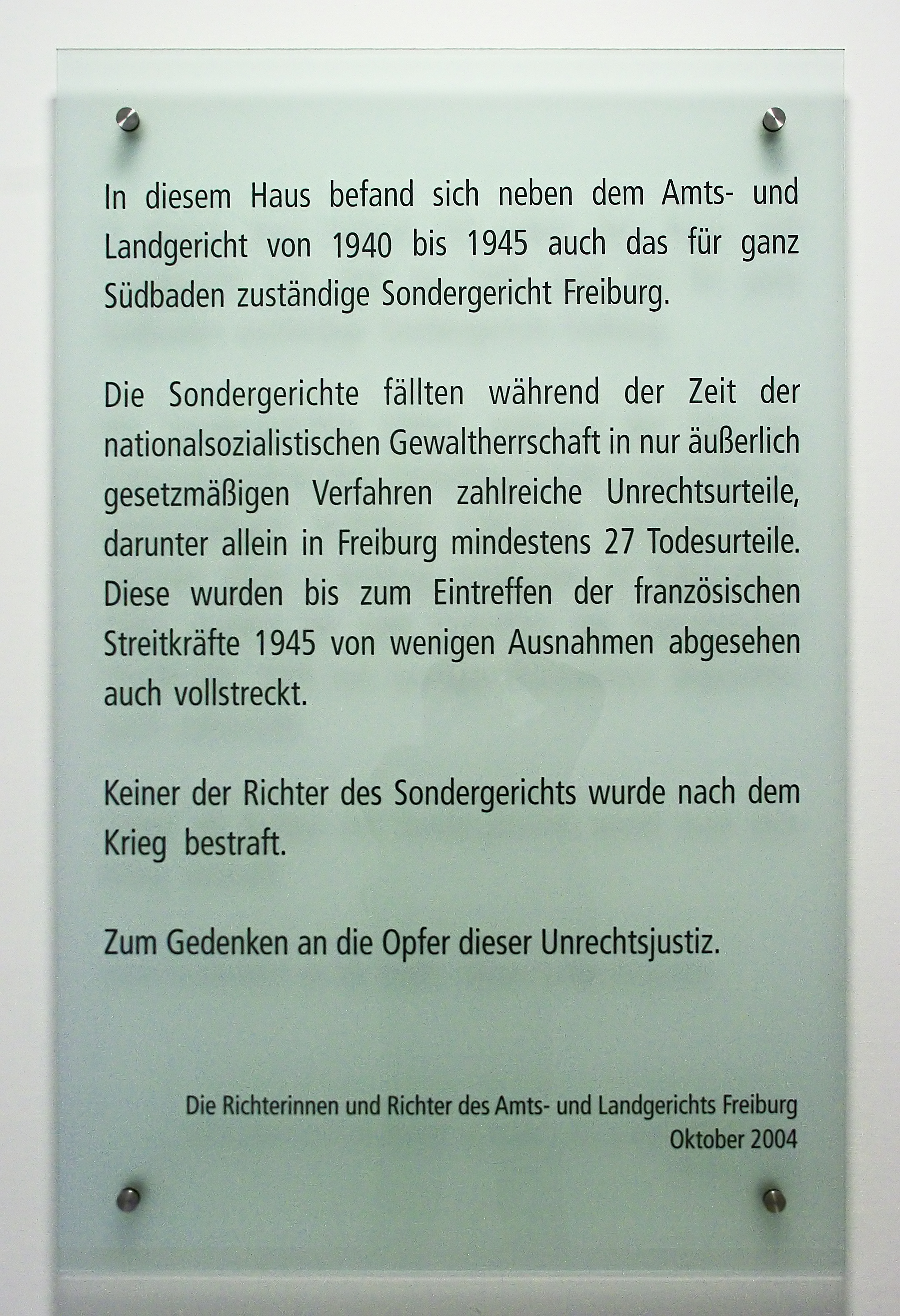
Gedenktafel im Amtsgericht Freiburg zur Erinnerung an die Unrechtsurteile des Sondergerichts

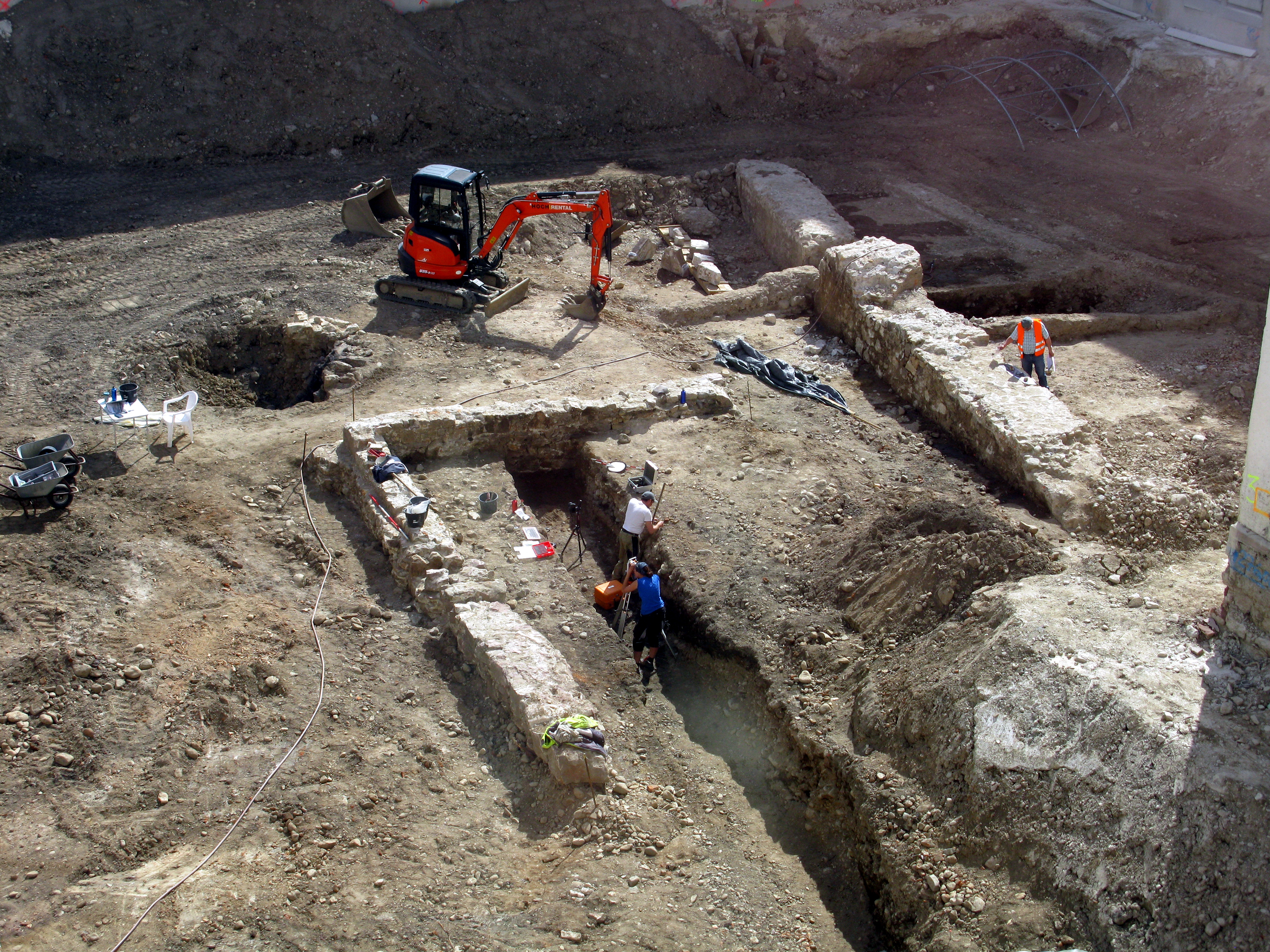
Ausgrabungen im Hof des Amtsgerichts

### Errichtung
Das Justizgebäude, in dem das Amtsgericht seinen Hauptsitz hat, wurde 1848 im spätklassizistischen Stil erbaut. Es war ursprünglich als Sitz des Bezirksstrafgerichtes geplant, das aufgrund des Entwurfes zum Gerichtsverfassungsgesetzes von 1845 eingerichtet werden sollte. Da der Gesetzentwurf im Zuge der Revolution von 1848 nicht verabschiedet wurde, kam es nie zur Umsetzung dieses Planes. Nach einer anfänglich anderweitigen Nutzung, war es das zentrale Justizgebäude in der Stadt Freiburg. Im Jahre 1857 bezog das Amtsgericht und die Staatsanwaltschaft das Gebäude. Diesen folgte später auch das Kreisgericht, welches 1879 mit Inkrafttreten der Reichsjustizgesetze in Landgericht umbenannt worden ist.

### Erweiterung
Gegen Ende des 19. Jahrhunderts stieß das Gebäude an seine Kapazitätsgrenze und es wurde ein Erweiterungsbau geplant, dessen Errichtung sich aber in die Jahre von 1915 bis 1921 verzögerte. Der Architekt Adolf Lorenz (1882–1970) plante diesen Erweiterungsbau auf einem angrenzenden Gelände, das am Holzmarktplatz gegenüber dem Goethe-Gymnasium lag (Holzmarkt 4). Der Neubau grenzte direkt an das bestehende Gebäude und wurde im neobarocken Stil errichtet. Später wurde auch das angrenzende Gebäude der ehemaligen Forstdirektion miteingegliedert (Holzmarkt 6). Dieses Gebäude ist von den übrigen durch einen Torbogen getrennt, der über den Zugang zur ehemaligen Justizvollzugsanstalt gespannt ist. Im Gebäude war 1853 der Archäologe Adolf Furtwängler zur Welt gekommen.

### Sondergericht zur Zeit des Nationalsozialismus
Von 1940 bis 1945 in Zeit des Nationalsozialismus befand sich in dem Gebäude zusätzlich das Sondergericht Freiburg, welches für die Landgerichtsbezirke Freiburg, Konstanz, Offenburg und Waldshut zuständig war. In dieser Zeit waren über 1000 Verfahren anhängig, die auf der Grundlage von Sondergesetzen abgeurteilt wurden. Auch 29 Todesurteile wurden verhängt. Außerdem tagte in den Jahren 1943 und 1944 in diesem Gebäude am damaligen Hindenburgplatz 2 das Reichskriegsgericht, das die höchste Instanz der Wehrmachtjustiz war. 1944 tagte hier auch der Volksgerichtshof, der Strafverfahren gegen Angehörige der französischen Widerstandsbewegung Réseau Alliance verhandelte und mindestens 57 Todesurteile verhängt. Eine Gedenktafel im Gebäude erinnert an diese Vergangenheit. Auf Initiative von Thomas Kummle, Präsident des Amtsgerichts von Januar 2006 bis Juni 2020, wurde innerhalb von zwei Jahren die Geschichte dieser Gerichte aufgearbeitet. Die Ergebnisse werden seit Dezember 2020 in einer Ausstellung im ersten Obergeschoss auf dreizehn Wandtafeln präsentiert.

### Justizzentrum des Landes Baden von 1947 bis 1952
Während Freiburg die Hauptstadt des Landes Baden war, wurde von 1947 bis 1952 die gesamte Landesjustizverwaltung mit Justizministerium, Oberlandesgericht Freiburg, Land- und Amtsgericht, Generalstaatsanwaltschaft, Staatsanwaltschaft und Notariat in dem Gebäude untergebracht. Seit der Eingliederung des Landes Baden in Baden-Württemberg befinden sich nur noch das Amtsgericht und die Staatsanwaltschaft in dem Gebäude. Um 1990 wurde das Gebäude entsprechend der Pläne des Staatlichen Hochbauamtes Freiburg saniert und renoviert.

### Umbau
Im Sommer 2017 genehmigte der Denkmalschutz den Abriss des 1850 als „Weibergefängnis“ errichteten Gefängnisbaues, der bis 2004 als Untersuchungsgefängnis diente. Im August 2017 nutzten Künstlerinnen der GEDOK die Räume für Kunstaktionen und führten durch die Ausstellung. Weiterhin werden ein früheres Wohnhaus, wo die Staatsanwaltschaft Büros hatte, sowie ein leeres Lagerhaus abgerissen. Von Mai 2018 bis Sommer 2021 sollte für 22 Millionen Euro ein Neubau errichtet werden. Deswegen zog Ende 2017 die Staatsanwaltschaft für drei Jahre in das Telekom-Gebäude an der Berliner Allee.
Im Frühjahr 2019 wurde unter den Mauern mehrerer Vorgängerbauten des Gerichts und früherer Gefängnisse aus dem 19. Jahrhundert eine Barbakane bei einer Rettungsgrabung gefunden. Vermutlich wurde diese Vorbefestigung mit Schießscharten um 1600 vor dem spätmittelalterlichen Tor zur Schneckenvorstadt angelegt. 1632 wurde dann diese Wehranlage durch eine dreieckige Bastion des Festungsbaumeister Elias Gumpp überbaut. Durch den Fund verzögerte sich die Fertigstellung des neuen Anbaus. Da die Baustelle im früheren Flussbett der Dreisam liegt, ist der Grundwasserspiegel sehr hoch. Ein ursprünglich geplantes zweites Untergeschoss wurde gestrichen und eine Wasserleitung zur Dreisam eingerichtet. Die offizielle Grundsteinlegung für das neue Justizzentrum erfolgte im Januar 2020. Ende des Jahres 2022 wurde der Erweiterungsbau zu Kosten von 31 Millionen Euro fertiggestellt. Bis 2026 soll der zweite Abschnitt mit der Sanierung des Bestandsgebäudes abgeschlossen sein.

### Anbindung
Das Amtsgericht Freiburg befindet sich an der Haltestelle Holzmarkt der Straßenbahnlinien 2 und 3. An der Ostseite befindet sich eine Station des Fahrradverleihsystems Frelo.

## Geschichte
Das Amtsgericht wurde im Jahre 1857 in Freiburg eingeführt. Aufgrund einer Verordnung vom 18. Juli 1857 des Großherzogtums Baden sollte ab dem 1. September 1857 die Rechtspflege der Ämter von selbständigen Amtsgerichten ausgeführt werden. Bis zu diesem Zeitpunkt wurde Verwaltungstätigkeiten und Rechtsprechung in den Ämtern der unteren Ebene gemeinsam durchgeführt. Zur Gründung wurden ein Stadt- und ein Landamtsgericht in Freiburg eingeführt, die 1864 im Zuge der großen badischen Justizreform im Amtsgericht Freiburg fusioniert wurden. An der Terminologie hat sich bis zum heutigen Tage nichts geändert. Den Rang als Präsidialamtsgericht hat das Amtsgericht Freiburg seit 1983 inne.

## Besonderes
Im November 1946 fand im Saal IV des Amtsgerichts die Hauptverhandlung gegen Heinrich Tillessen statt. Tillessen, der die Tat bereits im Ermittlungsverfahren eingestanden hatte, wurde vorgeworfen, am 26. August 1921 in Bad Griesbach gemeinsam mit Heinrich Schulz den ehemaligen Reichsfinanzminister und Leiter der deutschen Waffenstillstandskommission zur Beendigung des Ersten Weltkriegs, Matthias Erzberger erschossen zu haben. Die für den Tatort zuständige Staatsanwaltschaft Offenburg erhob Anklage vor dem Landgericht Offenburg. Dieses lehnte die Eröffnung der Hauptverhandlung zunächst ab. Nachdem das Oberlandesgericht Freiburg diesen Beschluss aufgehoben hatte, kam es im Saal IV des Amtsgerichts Freiburg zur Verhandlung, da es in Offenburg keinen geeigneten Sitzungssaal gab. Das Urteil wurde am 29. November 1946 verkündet: Das Verfahren gegen Tillessen wurde unter Anwendung der Straffreiheitsverordnung von 1933 eingestellt. Das Urteil wurde daraufhin durch das französische Tribunal général du Gouvernement militaire mit Sitz in Rastatt aufgehoben und das Verfahren zur neuerlichen Verhandlung an das Landgericht Konstanz verwiesen. Dieses verurteilte Tillessen am 28. Februar 1947 wegen Mordes und Verbrechen gegen die Menschlichkeit zu 15 Jahren Zuchthaus.